# Ирак во Второй мировой войне

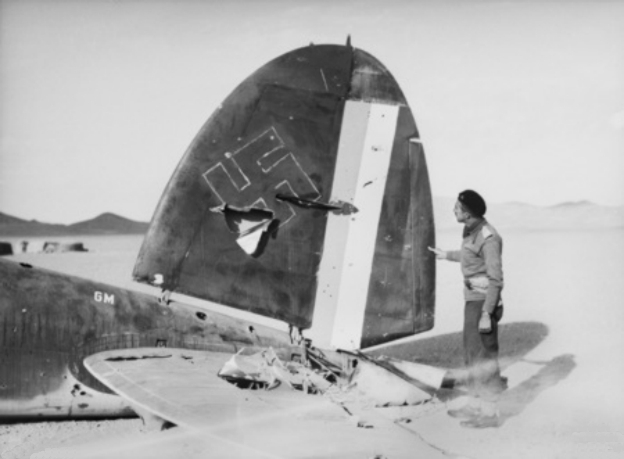
Хвост сбитого бомбардировщика Heinkel He 111 авиасоединения «Флигерфюрер Ирак» с немецкими и иракскими опознавательными знаками. Пальмира, Сирия, декабрь 1941 года

Ирак не принимал участия в активных военных действий в ходе войны 1939—1945 годов. Однако, 1 апреля 1941 года в стране произошёл военный переворот, в ходе которого к власти пришло пронацистски и панарабистски настроенное правительство Рашида Али аль-Гайлани. В результате вторжения англичан в Ирак, правительство путчистов было свергнуто, и 1 июня у власти оказался регент Абд аль-Илах, который сложил свои полномочия только 2 мая 1953 года.
К моменту начала Второй мировой войны премьер-министром Ирака был Нури аль-Саид, подписавший англо-иракский договор 1930 года, согласно которому происходила отмена британского мандата и признавалась независимость государства с сохранением внешнеполитической и военной зависимости. Считая его достаточной опорой для поддержания безопасности Ирака, он хотел даже объявить войну нацистской Германии, однако его министры посоветовали ему повременить в силу ситуации складывающейся не в пользу Великобритании на фронтах в Европе. Премьер-министр провозгласил Ирак нейтральным государством и разорвал дипломатические отношения с Берлином. 31 марта 1940 года премьер-министром в правительстве Ирака стал Рашид Али аль-Гайлани, но министру иностранных дел Нури аль-Саиду не удалось убедить правительство в необходимости разрыва дипломатических отношений с Италией после вступления её в войну в 1940 году на стороне Германии. Под влиянием распространения идей панарабизма, после окончания Французской кампании вермахта, антианглийские настроения в обществе заметно усилились в силу имевшейся зависимости большей части ближневосточных государств от иностранного влияния. В частности, идеологи панарабизма предлагали Ираку принять участие в освобождении Сирии и Палестины и добиться политического единения в рамках арабского мира. Лидеры же экстремистских движений пропагандировали улучшение отношений и связей с Германией, как гарантом независимости и единения ближневосточных государств.

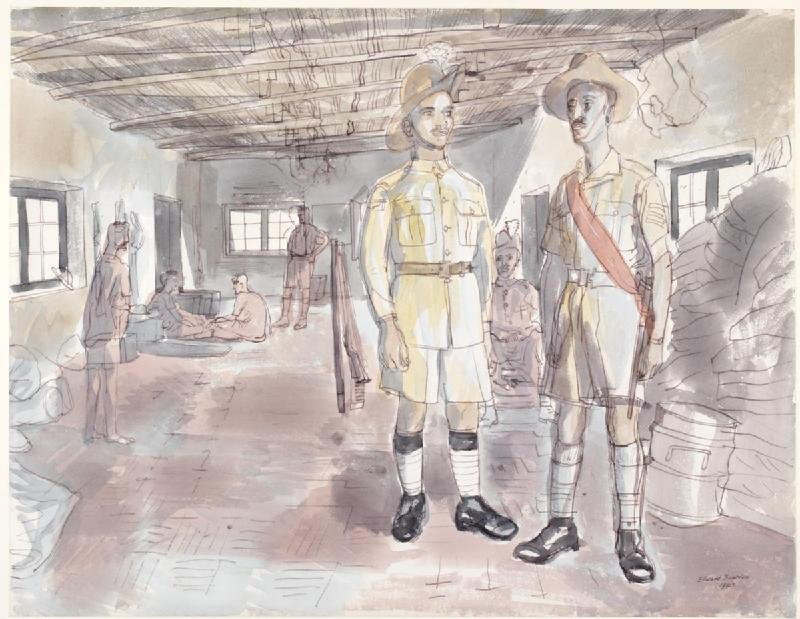
Казармы с курдами—новобранцами в Багдаде. 1943 год

С самого начала Рашид Али аль-Гайлани не испытывал желания контактировать с экстремистами и разрывать дипломатические отношения с Великобританией. Однако в ходе разногласий в правительстве премьер-министр решил установить взаимоотношения с руководителями панарабистских организаций. Наиболее влиятельные офицеры иракской армии также были подвержены их идеям и поддерживали Рашида Али аль-Гайлани в его стремлении наладить связи с идеологами панарабизма и разорвать дипломатические отношения с Великобританией. В 1940—1941 годах офицеры иракской армии не желали сотрудничать с Великобританией, и руководители панарабистского движения начали тайные переговоры со странами «оси». Тогда Великобритания приняла решение усилить свои войска в Ираке. Рашиду Али аль-Гайлани, разрешившему высадиться в Ираке дополнительному английскому контингенту, пришлось уйти в отставку в начале 1941 года, но уже 1 апреля того же года посредством военного переворота он вновь пришёл к власти и отказался принимать подкрепления британских войск.

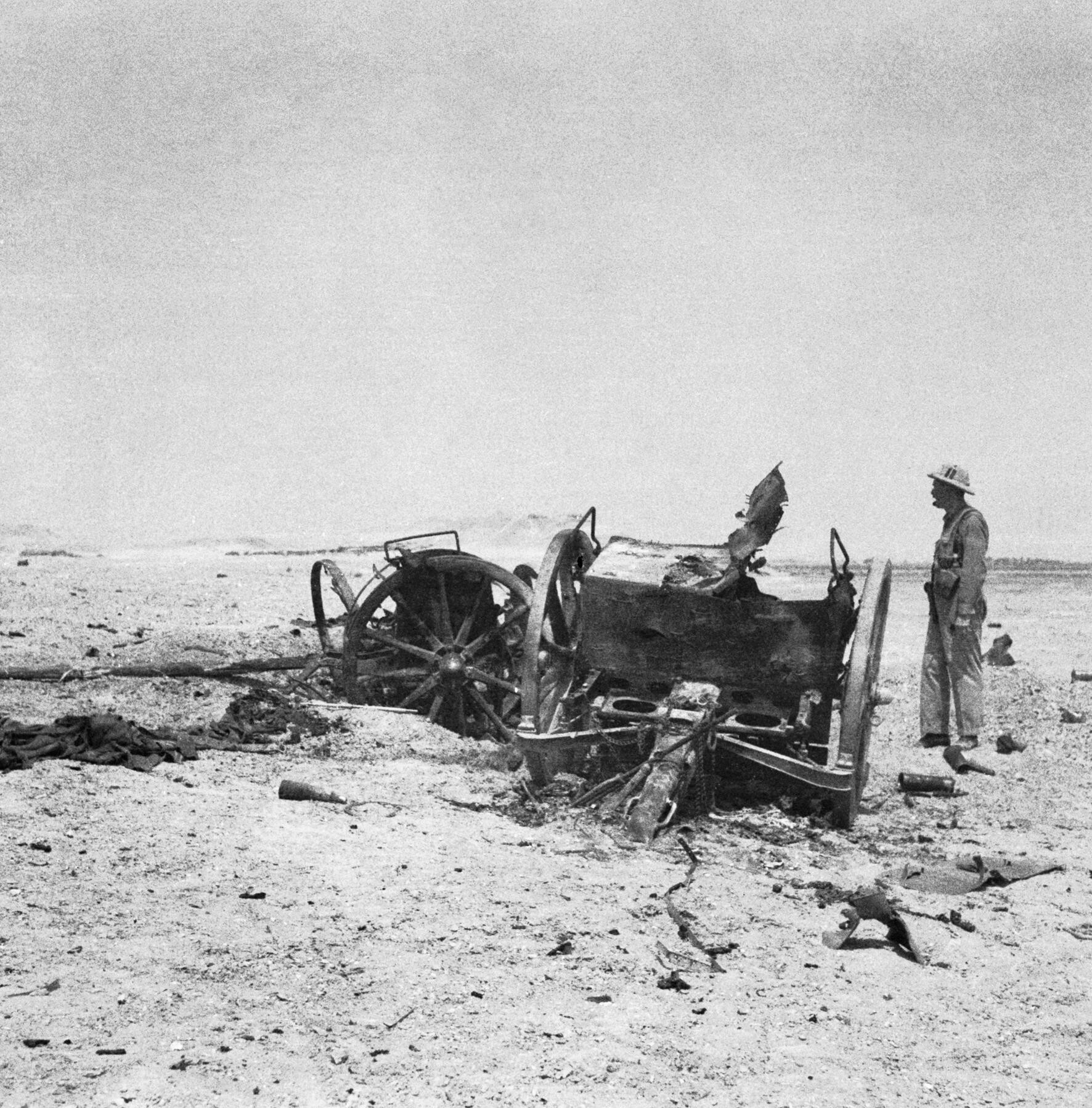
Офицер Королевских ВВС Великобритании рассматривает уничтоженное артиллерийское орудие в районе Эль-Хаббании, 1941 год

1 мая иракцы начали осаду британской базы ВВС в Эль-Хаббании, стянув туда значительные силы (9000 военнослужащих регулярных войск усиленных ополченцами, 50 орудий, лёгкие танки «Фиат CV3/35», броневики «Кроссли»), заявив, что скопление войск вызвано проведением в этом районе манёвров и приказали прекратить полёты английских самолётов, под угрозой рассматривать вылеты как военные действия. Тогда 2 мая англичане начали вторжение в Ирак из Персидского залива и атаковали иракские войска с авиабазы в районе города Эль-Хаббания. Военные действия продолжались в течение 30 дней, в ходе которых руководители государства, в том числе регент Шараф Фаваз и премьер-министр Нури аль-Саид, бежали из Ирака. К концу мая 1941 года, несмотря на авиационную поддержку с воздуха со стороны немецкой и итальянской авиации (которой в целом было недостаточно), иракское сопротивление было сломлено. Рашид Али аль-Гайлани со своими сторонниками, придерживавшимися панарабистских взглядов, бежал в Германию, где он был признан Адольфом Гитлером в качестве главы иракского правительства в изгнании.
Возвращение в Ирак регента Абд аль-Илаха при своём двоюродном племяннике короле Фейсале II, а также лидеров умеренных политических организаций, после оккупации страны англичанами, имело далеко идущие последствия. Великобритания получила в распоряжение транспорт, коммуникации и средства связи для увеличения экономического сотрудничества, а также добилась от нового марионеточного правительства формального объявления войны странам «оси» в январе 1942 года. Сторонники Рашида Али аль-Гайлани были лишены своих постов и подвергнуты интернированию на время войны. Четырёх офицеров, входивших в организацию «Золотой квадрат», которая совершила переворот в Ираке 1 апреля 1941 года, англичане повесили.
В ходе Второй мировой войны лидеры умеренных и либеральных политических движений стали играть значительную роль в жизни Ирака. Вступление в войну США и СССР, их поддержка демократических движений в мире, привели к усилению влияния демократических сил в Ираке. Однако правительство не уделяло должного внимания демократии, и правила и ограничения периода войны, даже после её окончания отменены не были. Регент Абд аль-Илах на совещании правительства в 1945 году считал, что причиной имеющегося народного недовольства является отсутствие подлинно парламентарной формы правления. Он призвал к формированию политических партий и пообещал им полную свободу действий и начало социально—экономических реформ.